# Thomas Haffa

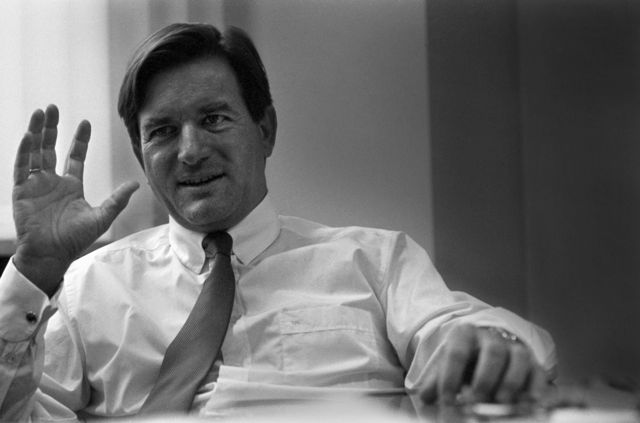
Thomas Haffa (1999)

Thomas Haffa (* 18. April 1952 in Kressbronn am Bodensee) ist ein deutscher Medienunternehmer.
Bekannt wurde Haffa als Vorstandsvorsitzender von EM.TV, eines der Unternehmen mit sehr spektakulärem Aufstieg und sehr tiefem Fall am damaligen Börsensegment Neuer Markt. Im Jahr 2010 nahm Haffa mit einem geschätzten Vermögen von 200 bis 300 Millionen Euro in der Liste der reichsten Deutschen den Platz 229 ein.

## Beruflicher Werdegang
Nach dem Abbruch der Schulausbildung machte der in Pfaffenhofen aufgewachsene Haffa eine Lehre zum Groß- und Außenhandelskaufmann bei einem BMW-Händler, danach arbeitete er ab 1973 als Vertriebsassistent bei IBM. Anfang der 1980er Jahre begann Haffa sein Wirken bei der Kirch-Gruppe und baute zunächst die Videosparte Taurus Video auf. Im Laufe der nächsten Jahre arbeitete er sich zum Geschäftsführer des Merchandising und der Musikverlage hoch.
Im Jahr 1989 machte sich Haffa selbständig und gründete zusammen mit seinem etwa 13 Jahre jüngeren Bruder Florian Haffa und dem TV-Mogul Haim Saban die EM-Entertainment München, Merchandising, Film und Fernseh GmbH (kurz EM.TV). Vermarktungsobjekte aus dieser Zeit sind z. B. Tabaluga, die Teenage Mutant Hero Turtles und die Rechte an der Expo 2000.
Mit dem Börsengang am 30. Oktober 1997 begann zunächst ein spektakulärer Aufstieg von EM.TV: Dem Ausgabekurs von (splitbereinigt) 0,38 Euro folgte ein Rekordhoch nach dem anderen, u. a. auch durch die Gründung von Junior TV Ende 1998 gemeinsam mit der in Schwierigkeiten geratenen Kirch-Gruppe. Im Sog der New Economy machte Haffa EM.TV durch weitere spektakuläre Zukäufe wie einen 50-%-Anteil an den Vermarktungsrechten der Formel 1 im Jahr 2000 (für rund 3,3 Milliarden Euro) und der Jim Henson Company, dem Mutterunternehmen der Muppets Show und der Sesamstraße, zu einem weltweit agierenden Medienunternehmen. Dazu kamen die weltweiten Rechte an bekannten Trickfilmfiguren wie Biene Maja, Fred Feuerstein und Alfred J. Kwak. Die Anteilsscheine von EM.TV verzeichneten im März 2000 mit 110 Euro ihren Höchststand.
Im Herbst 2000 mussten Thomas Haffa und sein Bruder Florian Haffa, der als Finanzvorstand bei EM.TV arbeitete, die Gewinnerwartung des Unternehmens mehrfach nach unten korrigieren. Der Aktienkurs brach daraufhin ein und fiel unter 20 Euro.
Die Brüder Thomas und Florian Haffa hatten vor Ankündigung der Negativnachrichten und des starken Kursverfalls einen kleinen Teil ihrer EM.TV-Aktien verkauft. Thomas Haffa hatte gegen die Haltefrist verstoßen, als er im Februar 2000 auf dem Kurshöhepunkt Aktien verkaufte.
Thomas Haffa trat am 25. Juli 2001 als Vorstandsvorsitzender der EM.TV AG zurück. Er wurde wegen unrichtiger Darstellung der Unternehmensverhältnisse am 8. April 2003 zu einer Geldstrafe von 240 Tagessätzen (1,2 Millionen Euro) verurteilt, sein Bruder Florian ebenfalls zu 240 Tagessätzen (240.000 Euro). Der Bundesgerichtshof bestätigte Ende 2004 dieses Urteil, das Bundesverfassungsgericht wies 2006 eine Beschwerde der Haffa-Brüder als unbegründet zurück. Damit waren sie endgültig strafrechtlich verurteilt. Beide Brüder mussten sich insgesamt Hunderten Gerichtsverfahren stellen. Trotz eines Grundsatzurteils des Bundesgerichtshofs zugunsten geschädigter Aktionäre waren viele EM.TV-Aktionäre bei ihren Schadensersatzklagen nicht erfolgreich, weil der geforderte Beweis eines direkten Zusammenhangs zwischen den fehlerhaften Unternehmensmeldungen und der Aktien-Kaufentscheidung nur schwer zu erbringen war.
2004 wurde einer Investorengruppe um Thomas Haffa das operative Geschäft des in Insolvenz geratenen Ulmer Nutzfahrzeug-Unternehmens Kögel AG übertragen, nachdem sie bereits im Oktober 2003 zusammen mit Kögel den französischen Kühlfahrzeug-Hersteller Chéreau gekauft hatte. 2009 musste Kögel ein weiteres Mal Insolvenz anmelden.
Thomas Haffa ist Geschäftsführer der in München ansässigen, 1999 gegründeten Fluggesellschaft Air Independence. Im Frühjahr 2010 erwarb er die Mehrheit (55 %) am Teleshopping-Sender Channel 21.
Haffa ist verheiratet und hat zwei Kinder.